# 永安 (北凉)
永安（401年六月-412年十月）是十六国時期北涼君主，太祖武宣王沮渠蒙逊的年號，共計11年餘。

## 纪年
| 永安 | 元年   | 二年   | 三年  | 四年  | 五年  | 六年  | 七年  | 八年  | 九年  | 十年  |
| ---- | ------ | ------ | ----- | ----- | ----- | ----- | ----- | ----- | ----- | ----- |
| 公元 | 401年  | 402年  | 403年 | 404年 | 405年 | 406年 | 407年 | 408年 | 409年 | 410年 |
| 干支 | 辛丑   | 壬寅   | 癸卯  | 甲辰  | 乙巳  | 丙午  | 丁未  | 戊申  | 己酉  | 庚戌  |
| 永安 | 十一年 | 十二年 |       |       |       |       |       |       |       |       |
| 公元 | 411年  | 412年  |       |       |       |       |       |       |       |       |
| 干支 | 辛亥   | 壬子   |       |       |       |       |       |       |       |       |

## 参看
- 中国年号索引
- 其他使用永安年號的政權
- 同期存在的其他政权年号
  - 隆安（397年正月-401年十二月）：東晉皇帝晋安帝司马德宗的年号
  - 元兴（402年-404年）：東晉皇帝晋安帝司马德宗的年号
  - 大亨（402年三月-十二月）：東晉皇帝晋安帝司马德宗的年号
  - 义熙（405年-418年十二月）：東晉皇帝晋安帝司马德宗的年号
  - 永始（403年十二月-404年五月）：桓玄年号
  - 天康（404年-405年二月）：桓谦年号
  - 弘始（399年九月-416年正月）：后秦政权姚兴年号
  - 更始（409年七月-412年八月）：西秦政权乞伏乾归年号
  - 永康（412年八月-419年）：西秦政权乞伏炽磐年号
  - 长乐（399年正月-401年七月）：后燕政权慕容盛年号
  - 光始（401年八月-406年十二月）：后燕政权慕容熙年号
  - 建始（407年正月-407年七月）：后燕政权慕容熙年号
  - 正始（407年七月-409年十月）：北燕政权高雲年号
  - 太平（409年十月-430年）：北燕政权冯跋年号
  - 建平（400年正月-405年十一月）：南燕政权慕容德年号
  - 太上（405年十一月-410年二月）：南燕政权慕容超年号
  - 太平（403年四月）：王始年号
  - 神鼎（401年二月-403年八月）：后凉政权吕隆年号
  - 建和（400年-402年三月）：南凉政权秃发利鹿孤年号
  - 弘昌（402年三月-404年二月）：南凉政权秃发傉檀年号
  - 嘉平（408年十一月-414年七月）：南凉政权秃发傉檀年号
  - 庚子（400年十一月-404年十二月）：西凉政权李暠年号
  - 建初（405年-417年二月）：西凉政权李暠年号
  - 龙升（407年六月-413年二月）：夏国政权赫连勃勃年号
  - 天兴（398年十二月-404年十月）：北魏政权拓跋珪年号
  - 天赐（404年十月-409年十月）：北魏政权拓跋珪年号
  - 永兴（409年闰十月-413年）：北魏政权拓跋嗣年号